# Веселіс Фелікс Феліксович
Фелікс Феліксович Веселіс (1926, місто Даугавпілс, тепер Латвія — ?) — латиський радянський діяч, голова колгоспу «Накотне» Акністського району Латвійської РСР. Депутат Верховної ради СРСР 3—4-го скликань.

## Життєпис
Народився в родині залізничника з міста Даугавпілса. У шестирічному віці втратив батька, а у десятирічному віці — матір. Виховувався в родині дядька, який проживав у Калдабрунській волості Ілукстського повіту. З дитячих років наймитував у заможних селян.
До червня 1941 року навчався в Бебренському сільськогосподарському технікуму.
Під час німецько-радянської війни з серпня 1944 до 1945 року служив у радянській армії. У 1945 році в боях під Гдинею (Польща) був важко поранений, лікувався у військових госпіталях.
У 1949 році закінчив Бебренський сільськогосподарський технікум Латвійської РСР, був керівником навчально-дослідного господарства технікуму.
З весни 1949 року — голова колгоспу «Накотне» Акністського району Латвійської РСР.
Член ВКП(б).
Подальша доля невідома.